# WEWS
WEWS, no canal 5, é a afiliada da rede de televisão ABC em Cleveland, Ohio, nos Estados Unidos.